# Cymothoe kassaiensis
Cymothoe kassaiensis är en fjärilsart som beskrevs av Schmidt 1921. Cymothoe kassaiensis ingår i släktet Cymothoe och familjen praktfjärilar. Inga underarter finns listade i Catalogue of Life.